# Cohors III Ulpia Petraeorum
Die Cohors III Ulpia Petraeorum [sagittariorum oder sagittaria] [milliaria] [equitata] (deutsch 3. Kohorte die Ulpische aus Petra [der Bogenschützen] [1000 Mann] [teilberitten]) war eine römische Auxiliareinheit. Sie ist durch Inschriften und die Notitia dignitatum belegt. In der Notitia dignitatum wird sie als Cohors tertia Ulpia miliaria Petraeorum bezeichnet.

## Namensbestandteile
- Cohors: Die Kohorte war eine Infanterieeinheit der Auxiliartruppen in der römischen Armee.

- III: Die römische Zahl steht für die Ordnungszahl die dritte (lateinisch tertia). Daher wird der Name dieser Militäreinheit als Cohors tertia .. ausgesprochen.

- Ulpia: die Ulpische. Die Ehrenbezeichnung bezieht sich auf Kaiser Trajan, dessen vollständiger Name Marcus Ulpius Traianus lautet.

- Petraeorum: aus Petra. Die Soldaten der Kohorte wurden bei Aufstellung der Einheit aus der Stadt Petra und ihrer Umgebung rekrutiert.  Nach der Annexion des Königreichs der Nabatäer (mit der Hauptstadt Petra) durch Trajan 106 wurden die Soldaten der königlichen Armee in die römischen Streitkräfte übernommen, wobei sechs Cohortes Petraeorum neu aufgestellt wurden.[1]

- sagittariorum oder sagittaria: der Bogenschützen.[2][3][A 1]

- milliaria: 1000 Mann. Je nachdem, ob es sich um eine Infanterie-Kohorte (Cohors milliaria peditata) oder einen gemischten Verband aus Infanterie und Kavallerie (Cohors milliaria equitata) handelte, lag die Sollstärke der Einheit entweder bei 800 oder 1040 Mann. Der Zusatz kommt in einer Inschrift[4] in Form des Zeichens {\displaystyle \infty } vor.

- equitata: teilberitten. Die Einheit war ein gemischter Verband aus Infanterie und Kavallerie.[2][3][A 1]

Die Einheit war eine Cohors milliaria equitata. Die Sollstärke der Einheit lag daher bei 1040 Mann, bestehend aus 10 Centurien Infanterie mit jeweils 80 Mann sowie 8 Turmae Kavallerie mit jeweils 30 Reitern.

## Geschichte
Die Einheit wurde unter Trajan in der Provinz Arabia Petraea aufgestellt und danach in die Provinz Cappadocia verlegt, um am Partherkrieg Trajans um 114 in Armenien teilzunehmen. Nach Beendigung des Krieges blieb die Kohorte in der Provinz Cappadocia. Die Kavallerie der Einheit war dann Teil der Streitkräfte (siehe Römische Streitkräfte in Cappadocia), die Arrian für seinen Feldzug gegen die Alanen (ἔκταξις κατ᾽ Ἀλανῶν) um 135 mobilisierte.
Letztmals erwähnt wird die Einheit in der Notitia dignitatum mit der Bezeichnung Cohors tertia Ulpia miliaria Petraeorum für den Standort Metita. Sie war Teil der Truppen, die dem Oberkommando des Dux Armeniae unterstanden.

## Standorte
Standorte der Kohorte in Cappadocia waren:
- Metita: Die Einheit wird in der Notitia dignitatum für diesen Standort aufgeführt.

## Angehörige der Kohorte
Folgende Angehörige der Kohorte sind bekannt.

### Kommandeure
| - Gaius Castricius Vetulus, ein Tribun - Lucius Aburnius Torquatus, ein Tribun | - Marcus Arruntius Frugi, ein Präfekt - M(arcus) Sulpicius Felix, ein Tribun (AE 1931, 36). Er war auch Präfekt der Cohors I Germanorum (Cappadocia). |